# آنری ماسون
آنری ماسون (فرانسوی: Henri Masson‎; ۱۷ ژانویهٔ ۱۸۷۲ – ۱۷ ژانویهٔ ۱۹۶۳) شمشیرباز اهل فرانسه بود.